# 河合商会
株式会社河合商会（かわいしょうかい）は、かつて存在した日本の模型メーカーである。

## 概要
主にプラモデル製品やプラスチック製のNゲージ鉄道模型などを製造、販売していた。主力製品として、日本の情景を再現したジオラマの「箱庭シリーズ」「風物詩シリーズ」のプラモデルや日本型の貨車の鉄道模型などがあった。自社製品以外に香港などからダイカスト製模型を輸入・発売していた。最盛期には中国を中心に世界にも製品を輸出するなどして、2003年8月期には9億円を売り上げていた。
しかし、リーマンショックや東日本大震災の買い控えムード、及び円高の影響で採算が悪化。2011年8月期で2億5000万円にまで売上が低迷。2012年10月15日に事業停止し、事後処理を弁護士に一任。負債総額は約1億6000万円（自己破産申請時点）。

## 製品
プラモデル製品（主な製品）
- 風物詩シリーズ[3]

芝居小屋や屋台など、昔懐かしい街の風物詩を再現したプラモデルシリーズ。
- 箱庭シリーズ[4]

日本的な情景を再現したジオラマのプラモデルシリーズで、ジオラマ内で本物の草を育てることができるのが特徴。農家・茶室 (2種類あり)・五重塔 (ノーマルとゴールドの2種類)・牧場・渡し場・金閣寺・水車小屋・田舎の駅・山の温泉宿を発売している。このうち、水車小屋はモーターで水車を回転させることが出来る。田舎の駅と山の温泉宿は鉄道模型のNゲージと同じ縮尺（1/150）を採用している。草の寿命は約1ヶ月で、種と苗床となるガーゼはキットとは別に発売していた。
鉄道模型（Nゲージ）
主に国鉄の貨車を生産していた。
かつてトミーがトミーナインスケール時代に発売していた香港製の貨車を再生産していた他、新規に金型を製作した国鉄の二軸貨車や私有貨車なども生産していた。タキ5450やタキ7750、タキ35000、ホキ9500などの貨車は、所有企業別に発売しているため製品数が豊富であった。
同社の鉄道模型事業はほぼ貨車専業となっているが、B6形機関車と古典客車やCタイプディーゼル機関車も発売していた。
情景モデルパーツ
鉄道模型のレイアウトやジオラマ製作用の素材として、樹木や植毛マット、カラーパウダーなどを製品化していた。

## 輸出入代行
大手メーカー製模型を取扱っていた。香港の「ニューレ」のダイカストモデルは、1/12バイクを筆頭に1/6、1/18、1/32の各スケールバイクやトラック、トレーラーは1/32、1/43、1/87、ミニカーは1/32、1/43、ヘリコプターは全長約30cm程に合わせた縮尺にて模型化。
「JSI（ジェイエスインターナショナル）」は日本では珍しい戦闘機、戦車を1/18にて完成品を模型化。他には、中国のラジコンカーメーカーの「MJX」、韓国のプラモデルメーカーの「エースコーポレーション」等を取り扱っていた。

## OEM製造代行
オリジナルキーホルダーや食玩などの製造を受託していた。

## 廃業後
2012年11月、鉄道模型店のポポンデッタが鉄道模型製品を事実上引き継ぎ、貨車シリーズは「ポポ貨車」として単品で発売した。JAMや鉄道模型コンテストでは、会場限定で「古典客車」や「河合商会時代のセット品」などの在庫処分も行われた。
ちなみに、ポポンデッタは以前より河合商会製造の「ポポンデッタ10周年記念製品」や「ぽぽらま」、「トキ25000 グリーン塗装」などを販売していた。
プラモデル製品などの「風物詩シリーズ」と「箱庭シリーズ」は、マイクロエースが引き継いだ。